# Maeva Sarrasin
Pour les articles homonymes, voir Sarrasin.
Maeva Sarrasin  est une footballeuse suisse, née le 10 juin 1987 à Chêne-Bougerie, Genève,. Elle joue de 2014 à 2021 au Servette FCCF où elle occupe le poste d'attaquant. Elle a également fait partie du cadre de l'équipe nationale suisse juniors et seniors sous la conduite de Béatrice von Siebenthal.

## Biographie
Maeva Sarrasin est la fille de Claude Sarrasin, ancien attaquant de LNA, en particulier du CS Chênois et du Servette FC, avec qui il a remporté le titre de champion Suisse en 1979.
Elle commence sa carrière de joueuse en LN à l'âge de 14 ans au CS Chênois. En 2006, elle quitte son club formateur pour rejoindre le FC Yverdon qui a obtenu la promotion en LNA. En 2014, elle retourne dans son club formateur, entre-temps devenu le Servette FCC, et participe à la promotion en LNA lors de la saison 2017-2018, puis à l'obtention du premier titre en 2020-2021.
En tant qu'internationale junior, elle dispute le Championnat d'Europe U-19 2006 ainsi que la Coupe du monde juniors U-20 2006.

## Palmarès

### En club
- Championnat de Suisse (1)
  - Servette Chênois : 2021
- Coupe de Suisse (2)
  - FC Yverdon : 2010 et 2011

### Distinctions personnelles
- Championnat Suisse
  - Meilleure buteuse (1) : 2019[9]